# Jakub Bojko
Jakub Bojko (ur. 7 lipca 1857 w Gręboszowie, zm. 7 kwietnia 1943 tamże) – polski działacz, publicysta i pisarz ludowy, jeden z pionierów ruchu ludowego w Galicji, współtwórca Stronnictwa Ludowego w Galicji (1895), w II RP poseł na Sejm Ustawodawczy i na Sejm II kadencji oraz senator I i III kadencji, wójt Gręboszowa.

## Życiorys
Pochodził z rodziny chłopskiej. Był synem zbiega z Kongresówki Gabriela i jego drugiej żony – Elżbiety Kamysz, rodem z Woli Rogowskiej (zmarła, gdy Jakub miał 12 lat). W 1880 poślubił Julię z domu Świętek (zm. 1938).
Nauczycielem został dzięki samokształceniu, podczas którego pracował we własnym gospodarstwie rolnym (nauczał od 1877 do 1890). Pisał wiersze i opowiadania, publikowane w czasopismach: „Chata”, „Wieniec”, „Pszczółka”, „Przyjaciel Ludu”. Od 1896 był członkiem korespondentem Towarzystwa Muzeum Narodowego Polskiego w Rapperswilu. Był w Gręboszowie prezesem Towarzystwa Zaliczkowego i koła im. Tadeusza Kościuszki Towarzystwa Szkoły Ludowej.
Poseł do Sejmu Krajowego we Lwowie (1895). Był także posłem do austriackiej Rady Państwa IX (1897–1900) i X kadencji (1901–1907) wybieranym w kurii IV – gmin wiejskich z listy PSL w okręgu wyborczym nr 6 (Tarnów, Pilzno, Brzostek, Dębica, Dąbrowa, Żabno) oraz kadencji XI (1907–1911) i XII kadencji (1911–1918) wybieranym z listy PSL okręgu wyborczego nr 44 (Mielec, Radomyśl, Dąbrowa, Żabno). W parlamencie austriackim w kadencji IX należał do klubu PSL, w kadencji X był posłem niezrzeszonym, a w kadencji XI i XII należał do grupy posłów PSL, potem PSL „Piast” w Kole Polskim w Wiedniu.
Był m.in. wiceprezesem Stronnictwa Ludowego oraz jego klubów poselskich w Sejmie Krajowym i parlamencie austriackim. Od 1913 do 1918 prezes PSL „Piast”, którego był jednym z organizatorów. Wicemarszałek Sejmu Ustawodawczego (1919–1922), wicemarszałek Senatu (1922–1927). Do 1920 zasiadał w zarządzie głównym, a do 1924 w radzie naczelnej PSL „Piast”. W 1926 został honorowym prezesem partii. W październiku 1927 wystąpił z PSL „Piast” (po przewrocie majowym), tworząc prorządowe Zjednoczenie Ludu Polskiego (nie było ono popularne wśród ludności wiejskiej). Wstąpił też do BBWR. W 1928 był marszałkiem seniorem Sejmu II kadencji (1928–1930), przeprowadzając wybór na marszałka Ignacego Daszyńskiego (lidera PPS). Z życia politycznego wycofał się w 1935.
Jakub Bojko został określony przez Władysława Orkana mianem Chłopskiego Skargi.

## Ordery i odznaczenia
- Krzyż Komandorski z Gwiazdą Orderu Odrodzenia Polski (6 czerwca 1936)[10]
- Krzyż Komandorski Orderu Odrodzenia Polski

## Upamiętnienie
Z inicjatywy Józefa Putka wydana została seria znaczków pocztowych, m.in. z podobizną Jakuba Bojki.
W Krakowie, na osiedlu Kurdwanów Nowy, położonym w południowo-wschodniej części miasta, imieniem Jakuba Bojki nazwano jedną z głównych tamtejszych ulic. Jego imieniem nazwano także ulicę na obszarze Sanoka. W Szczecinie, w dzielnicy Pogodno, również jedna z ulic nosi jego imię.
W 2015 w Muzeum Budownictwa Ludowego w Sanoku zrealizowano fabularyzowany film biograficzny pt. Chłopski Skarga, z Kazimierzem Kaczorem w roli Jakuba Bojki.

## Publikacje
- 1904 – Dwie dusze[16], publikacja dotyczy ewolucji tożsamości społecznej chłopów polskich po 1848 roku oraz zawiera elementy krytyki kleru[17].
- 1907 – Flis do trzeciego króla – wspomnienia, wznowienie w Krakowie 2006.
- Pisma i mowy.
- Ze wspomnień, Warszawa 1959.
- Okruszyny z Gremboszowa, 1911[18].